# Homotherium
O Homotherium (também conhecido como tigre-de-dente-de-cimitarra ou gato-de-cimitarra) é um gênero extinto de felinos machairodontíneos, popularmente conhecidos como dentes-de-sabre verdadeiros ou, imprecisamente, de tigres-dente-de-sabre, que habitou as Américas, Eurásia e África durante Plioceno e Pleistoceno (há entre 4 milhões e 12.000 anos), existente por aproximadamente 4 milhões de anos.
O Homotherium se tornou extinto primeiro na África, há cerca de 1,5 milhão de anos. Na Eurásia, os fósseis mais recentes já descobertos, recuperados em uma área que hoje corresponde ao Mar do Norte, datam de cerca de 28.000 anos AP. Na América do Sul, só são conhecidos restos fósseis vestigiais, datando do Pleistoceno Médio e coletados na Venezuela.

## Taxonomia e evolução

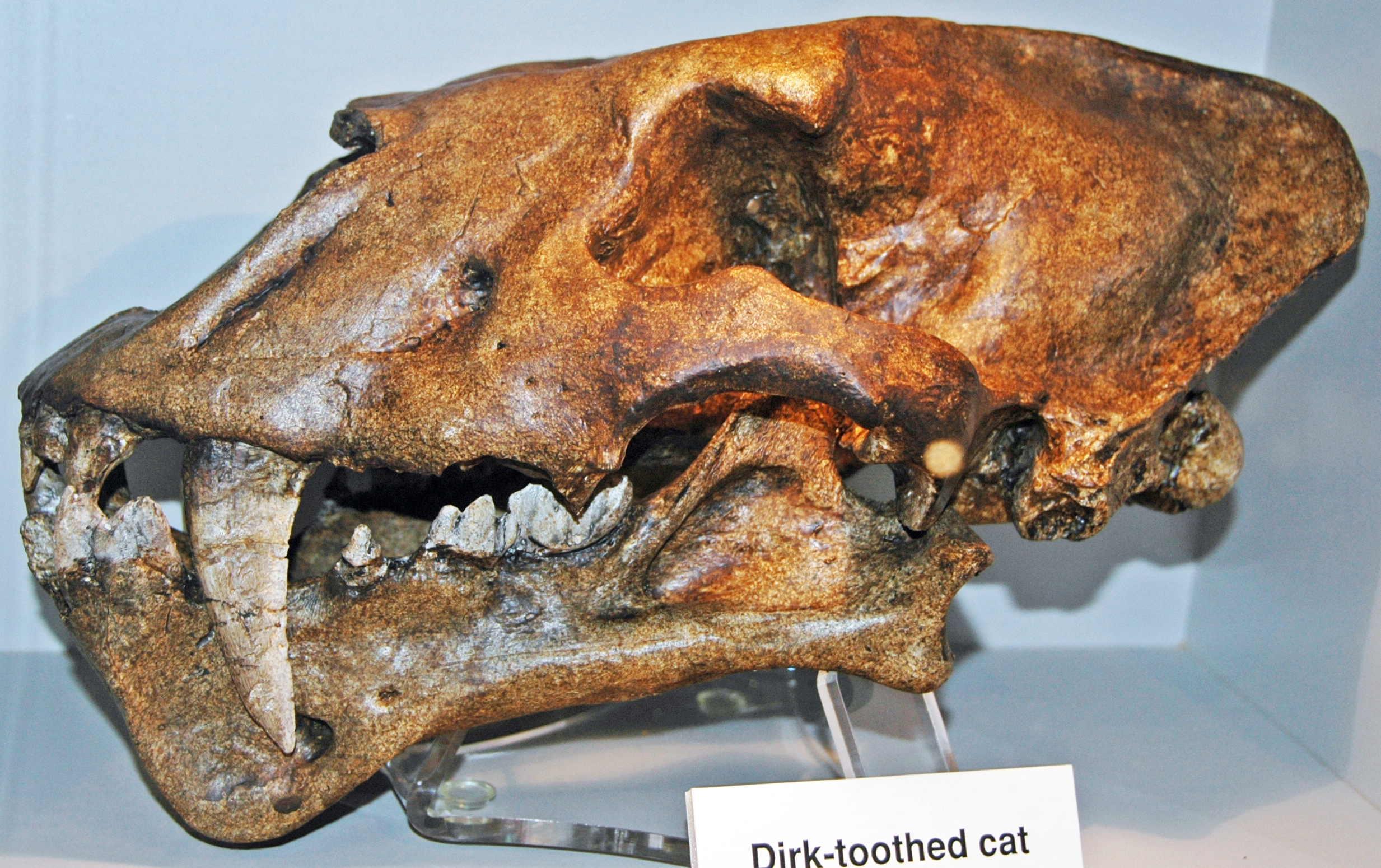
Crânio da espécie H. serum

O nome Homotherium (do Grego: ὁμός (homos, 'mesmo') e θηρίον (therion, 'fera')) foi proposto por Emilio Fabrini em 1890 para um novo subgênero de Machairodus, cuja principal característica distintiva era a presença de um grande diastema entre os dois pré-molares inferiores.
A linhagem do Homotherium, com base em análises de sequências de DNA mitocondrial, se divergiu do Smilodon há cerca de 18 milhões de anos. O Homotherium provavelmente surgiu a partir do Machairodus e apareceu pela primeira vez entre mioceno e plioceno, há cerca de 4 a 5 milhões de anos. Durante o pleistoceno, ocorreu em vastas partes da Eurásia, América do Norte e até o pleistoceno médio (há cerca de 1,5 milhões de anos), na África, houve também a descoberta de fósseis de 1,8 milhões de anos de idade na Venezuela, indicando que outros dentes de sabre além do smilodon também foram capazes de invadir a América do sul, como parte do grande intercâmbio americano. Estes restos formam o holótipo H. venezuelensis. O tempo durante o qual esse gênero sobreviveu na América do Sul ainda não é evidente. O Homotherium sobreviveu na Eurásia até há cerca de 28 mil anos antes do presente.
Varias espécie euro-asiáticas foram reconhecidas com base principalmente em diferenças no tamanho e forma dos caninos superiores e tamanho corporal:
- H. latidens

- H. nestianus
- H. saizelli
- H. crenatidens
- H. nihowanensis
- H. ultimum
- H.venezuelensis

No entanto, dada a gama de tamanhos encontrados em grandes felino da atualidade, é provável que elas representem uma única espécie, o Homotherium latidens.
Duas espécies descritas desde o inicio do pleistoceno na África, H. ethiopicum e H. hadarensis, também diferem-se pouco das espécies euro-asiáticas. No continente Africano, o gênero desapareceu há cerca de 1,5 milhão de anos, na América do norte, uma espécie muito similar o H. serum, ocorreu do plioceno até o pleistoceno tardio. No entanto, tanto os dados morfológicos como genéticos sugerem que todos os Homotherium do pleistoceno tardio devem ser considerados uma única espécie e membros por tanto do H. latidens. Nas partes mais meridionais do continente americano, o Homotherium provavelmente coexistiu com o Smilodon, já nas partes mais ao norte, foi a única espécie de dente de sabre existente.

## Descrição

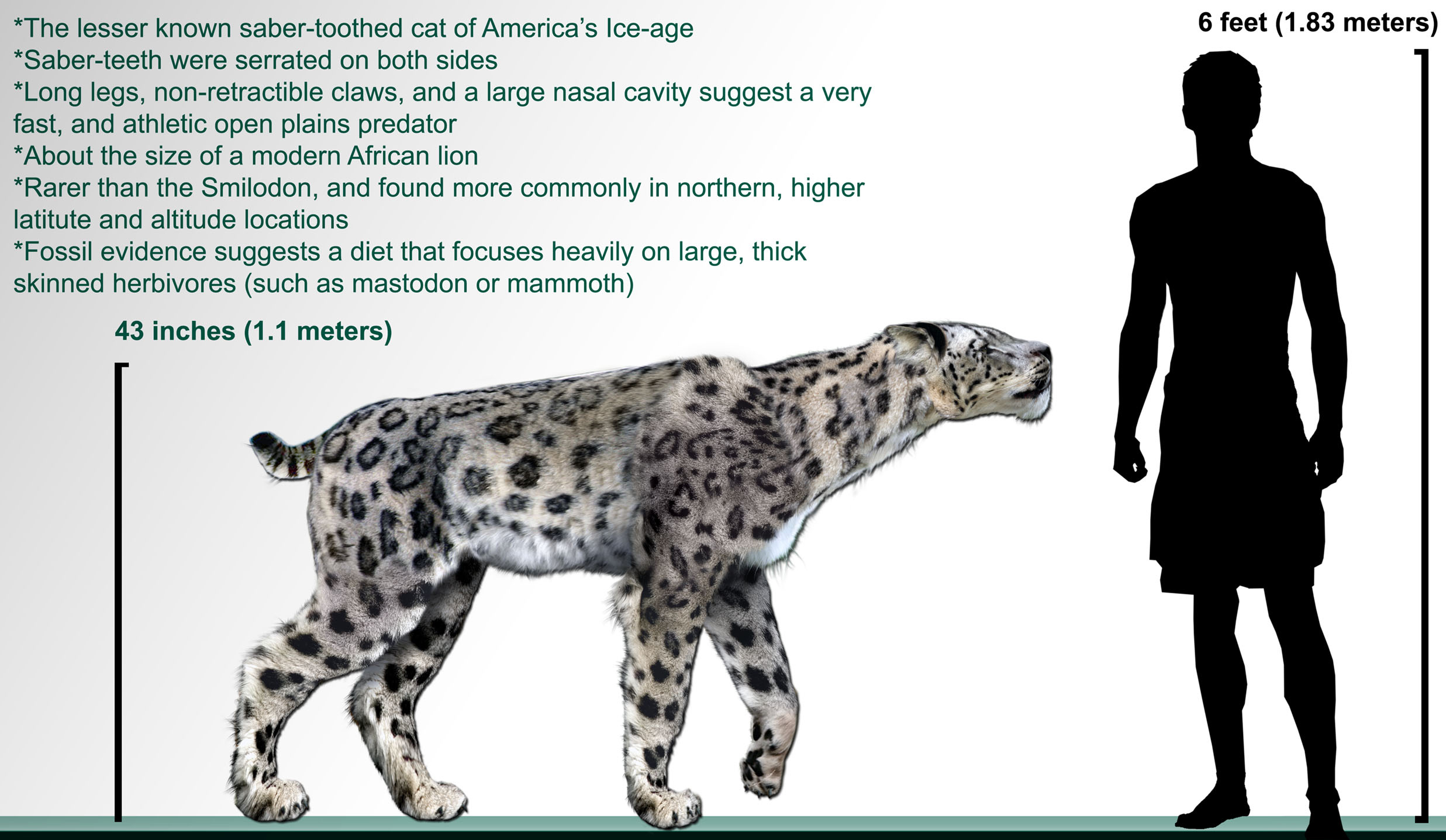
Comparação de tamanho entre um H. serum e um humano

O Homotherium atingia cerca de 1,10 m de altura no ombro e pesava estimados 190 kg, logo sendo de tamanho semelhante a um leão moderno. Se comparado com outros dentes de sabre como o Smilodon, o Homotherium tinha caninos superiores mais curtos, mas esses dentes planos e serrilhados ainda eram mais longos que os de qualquer felino vivo. Os incisivos e caninos inferiores formavam um poderoso dispositivo de punção e aperto. Os molares do Homotherium eram bastante fracos e não eram adaptados para esmagar ossos. Seu crânio era mais longo que o do Smilodon e tinha uma crista sagital bem desenvolvida, onde os músculos estavam presos a potência de suas mandíbulas que tinha flanges encostadas para proteger os sabres. Seus grandes caninos foram projetados para cortar e rasgar ao invés de simplesmente empalar. Tinha a aparência geral de um felino, mais com algumas características físicas bastante incomuns para um grande felino. As proporções dos membros dianteiros, que eram maiores que os traseiros, lhe deu a aparência de uma hiena. As características dos membros posteriores indicavam que este felino foi moderadamente capaz de pular. A região pélvica, incluindo a vértebra sacral, era semelhante a de um urso, assim como a curta cauda composta por 13 vértebras — cerca de metade do número encontrado em felinos de cauda longa.  

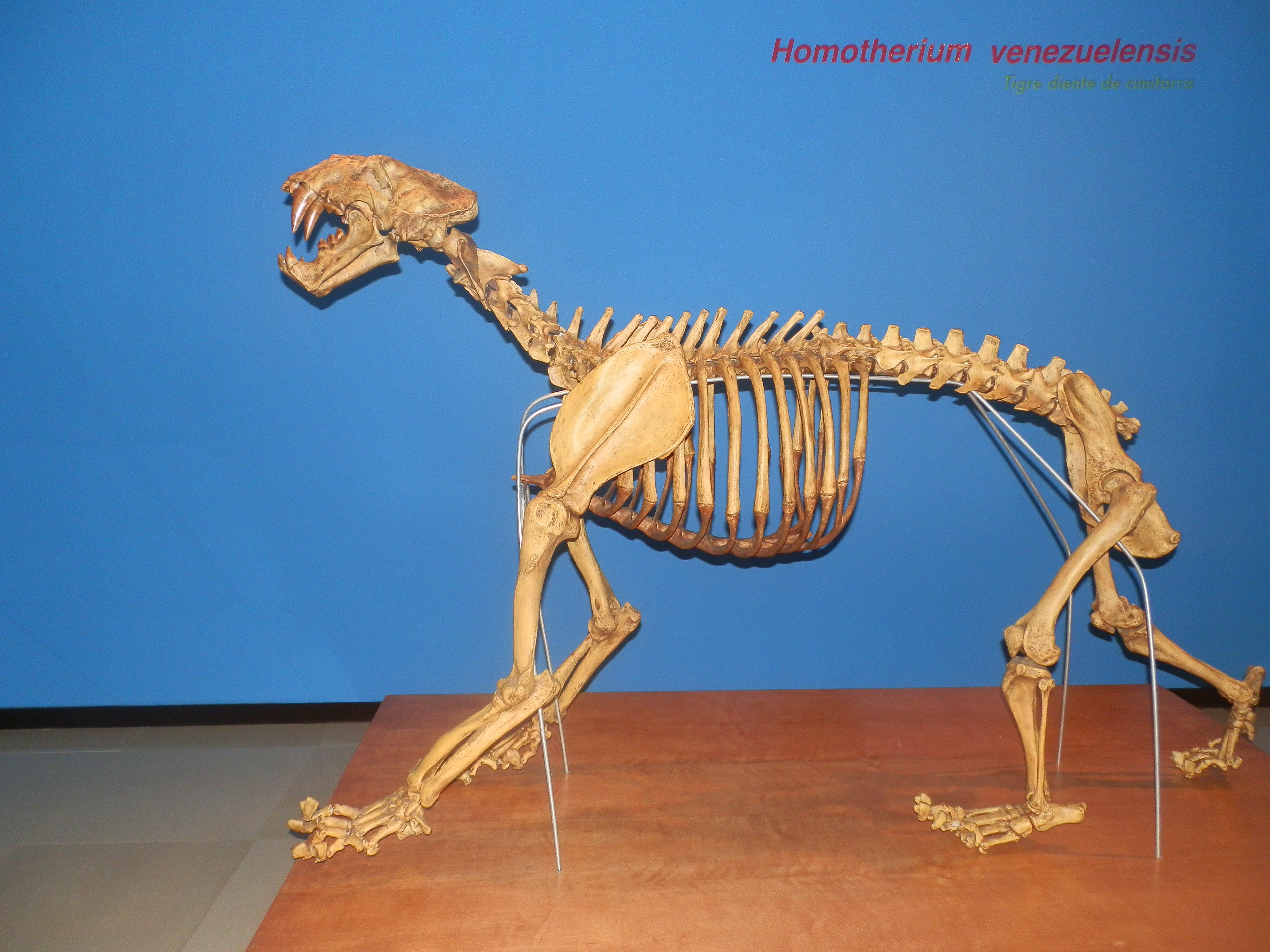
Esqueleto de um H. venezuelensis

A abertura nasal, excepcionalmente grande, quadrada, como a de um guepardo, presumivelmente permitiu uma ingestão mais rápida de oxigênio, que o ajudou a correr mais rápido e a resfriar o cérebro. Como o guepardo, possuía também um córtex visual do cérebro grande e complexo, enfatizando a habilidade do felino de ver bem a noite, e de ser mais diurno que a maioria dos outros felinos. Com base na preferência do Homotherium por habitats abertos como planícies, o etólogo William Allen considerou provável que ele tivesse uma pelagem semelhante a dos leões, para melhor camuflagem.  

## Habitat e dieta

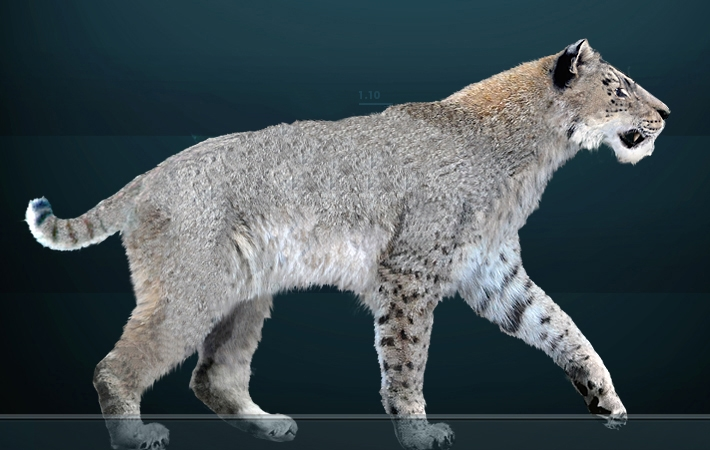
Restauração de um H. serum

O declínio do Homotherium pode ter sido atribuído ao desaparecimento de grandes mamíferos herbívoros como os mamutes na América no final do pleistoceno. Na América do norte, os restos fósseis de Homotherium são menos abundantes do que os do seu contemporâneo, o Smilodon. Na maior parte de sua ocorrência, provavelmente habitou longitudes e altitudes mais altas e, portanto, provavelmente estava mais adepto às condições mais frias das estepes. As garras reduzidas, os membros relativamente delgados e as costas inclinadas são adaptações que indicam que o Homotherium era uma corredor de resistência, e realizava perseguições de longas distância atrás de suas presas. As espécies de Homotherium africanas também parecem ter caçado grandes herbívoros do pleistoceno como o Deinotherium, provavelmente visando animais jovens ou filhotes de um rebanho. Devido aos seus dentes de sabre, o Homotherium provavelmente abatia grandes herbívoros com mais facilidade e rapidez, se comparado com outros grandes felinos modernos como os leões que demoram significativamente mais tempo para derrubar alvos grandes. Na caverna de Fresenhanh (no Texas) foram encontrados restos de quase 400 mamutes jovens, junto com esqueletos de vários Homotherium, incluindo adultos, idosos e filhotes. Os Homotherium foram, com base nestes fósseis, especializados em caçar mamutes jovens, e levavam suas carcaças para cavernas isoladas onde poderiam se alimentar fora de campo abertos e mais tranquilamente. Estes felinos também parecem ter mantido uma excelente visão noturna, e parecem ter realizado de versas caçadas noturnas, sendo este um método de caça primário. A parte traseira inclinada e a seção lombar poderosa das vértebras do Homotherium sugeriram uma construção semelhante à de um urso, por isso, este felino teria sido capaz de puxar muito peso, seus caninos também não se quebravam com tanta facilidade quanto o de outros dentes de sabre. Além disso, os ossos dos jovens mamutes encontrados na caverna no Texas mostram marcas distintivas correspondentes aos incisivos de Homotherium, indicando que eles poderiam perfurar com eficiência a pele grossa dos mamutes. Uma análise dos ossos mostrou que as carcaças desses mamutes jovens foram desmembradas depois de serem mortas pelos felinos antes de serem arrastadas, indicando que o Homotherium primeiramente desmembrava sua vítima para depois arrasta-la para um local seguro, como uma caverna, onde poderiam se alimentar tranquilamente, sem precisar se preocupar com outros predadores como lobos pré-históricos e leões-americanos.